# Hagiografija
Hagiografija (iz grščine: starogrško ἅγιον [hagion] = sveti, svetnik + starogrško γράφειν [grafein] = pisati) je proučevanje in opisovanje življenja svetnikov. V ožjem smislu hagiografija pomeni življenjepis konkretnega svetnika.
V prenesenem pomenu se izraz uporablja za označevanje nekritične in slavilne biografije katerekoli osebnosti.